# August Lederer

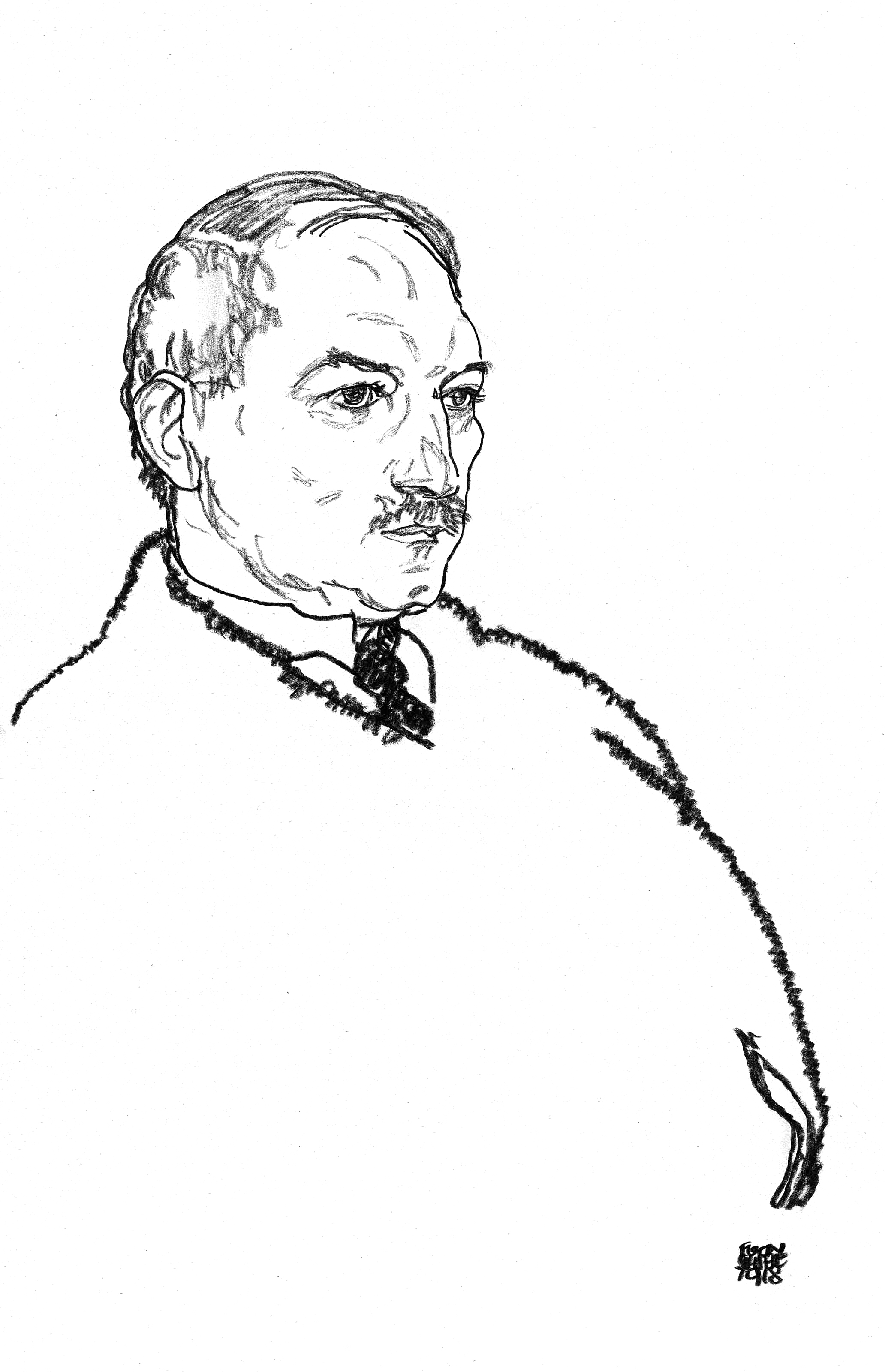
August Lederer (Egon Schiele, 1918)

August Lederer (* 3. Mai 1857 in Böhmisch Leipa; † 30. April 1936 in Wien) war ein österreichischer Industrieller, Sammler und Kunstmäzen, der in besonderem Maße die Künstler der Wiener Secession, und speziell Gustav Klimt förderte.

## Leben
August Lederer war das jüngste von sechs Kindern einer ursprünglich aus Westböhmen stammenden jüdischen Industriellenfamilie, er besuchte die Schule in seiner Geburtsstadt. Sein Vater hatte 1847 die Jungbunzlauer Spiritusfabrik gegründet und zur Blüte gebracht. Nachdem sein Vater die Leitung der Fabrik in die Hände seiner Söhne gelegt hatte, unterstützte August seinen älteren Bruder Richard bei der Firmenleitung.
Bereits wohlhabend, gründete er 1889 gemeinsam mit dem Ingenieur Phillip Porges die Brünn-Königsfelder Maschinenfabrik in Königsfeld bei Brünn.
1892 heiratete August Lederer in Budapest die aus einer wohlhabenden ungarischen jüdischen Familie stammenden Serena Pulitzer (1867–1943). Das Paar residierte in Wien Bartensteingasse Nr. 8, wo es auch die meisten seiner Kunstschätze aufbewahrte, weitere Wohnsitze befanden sich in Raab (ungarisch Györ), sowie als „Sommerresidenz“ in Wien Weidlingau das Ledererschlössel. Die Mitgift der Braut ermöglichte ihm den Erwerb einer defizitären, ehemals staatlichen Spiritusfabrik in Raab, die er rasch in ein gewinnträchtiges Unternehmen verwandelte. 1896 gründete er ebenfalls dort die noch heute existierende Waggon- und Fahrzeugfabrik Rába.
Nach dem frühen Tod seines Bruders Richard übernahm August Lederer im Jahr 1900 die Gesamtleitung der Familienunternehmen. Im Folgejahr verlegte er den Firmensitz von Prag nach Wien und erhöhte das Aktienkapital auf 2.969.000 Kronen. Dies ermöglichte es, eine weitere große Brennerei in Pernhofen bei Laa an der Thaya zu erwerben. Nach dem Tod des Bruders Emil 1925, wurde die Gruppe wie folgt aufgeteilt. August 50 %, Marie (Tochter von Emil) 37,8 %, Hans & Willy (Söhne von Julius, Neffen von August) je 6,1 %. August und Serena bildeten die „ungarische“, Marie, Hans und Willy die „österreichische Linie“.
Lederer leitete die Familienunternehmen bis zu seinem Tod infolge eines langjährigen Nierenleidens, er hinterließ seine Frau Serena sowie die Tochter Elisabeth (1894–1944) und die Söhne Erich (1896–1985) und Friedrich („Fritz“; 1899–1972). Nachfolger an der Konzernspitze wurde sein Neffe Hans Lederer. Die Unternehmen wurden 1938 von den Nationalsozialisten enteignet und zerschlagen.

### Kunstmäzen
Das Bildnis Serena Lederers (wahrscheinlich aus dem Jahr 1899) gehört zu den bekanntesten Porträts Gustav Klimts.
Mit enormem Geldaufwand erwarb das Ehepaar Lederer die bedeutendste Klimt-Sammlung seiner Zeit. Unter anderem besaß es die „Fakultätsbilder“ Jurisprudenz und Philosophie, sowie (seit 1915) den so genannten Beethovenfries. Der Kontakt mit Klimt war überaus freundschaftlich und so familiär, dass die 1894 geborene Tochter Elisabeth Franziska während der NS-Zeit ihre außereheliche Herkunft von Gustav Klimt behaupten konnte und 1940 einen entsprechenden „Abstammungsbescheid“ erhielt, nach dem sie nur als „Halbjüdin“ gelten sollte, während ihre beiden Brüder Erich und Fritz als „Volljuden“ angesehen wurden.
Die Sammlung Lederer wurde während des Zweiten Weltkriegs teilweise zwangsenteignet, teilweise im Schloss Immendorf in Niederösterreich gelagert und soll dort Anfang 1945 unter nicht näher geklärten Umständen zum größten Teil verbrannt sein. Dagegen spricht jedoch, dass einzelne Gemälde nach dem Krieg auftauchten und restituiert wurden.

### Erbstreit und Restitution
Das Mäzenatentum hat schon seit 1924 dazu beigetragen, dass die „ungarische“ bei der „österreichischen Linie“ verschuldet war und auch das Unternehmen 1931 schwer verschuldet war. Das führte nach dem Tod August Lederers 1936 zu Streitigkeiten, die noch nach Kriegsende die Gerichte beschäftigten. August Lederers früherer Prokurist Franz Kausel, „dessen Loyalität zum Lederer-Konzern ihn einst ins Fadenkreuz der Nationalsozialisten gebracht hatte“, vertrat nach dem Krieg die Interessen der in die USA emigrierten Marie Lederer aus der „österreichischen Linie“. Erich (Sohn von August und Serena) Lederer gelang im März 1938 die Flucht: er konnte „vom enormen Familienbesitz kaum mehr retten als zahllose Klimt- und Schiele-Zeichnungen“. Der Zugriff auf die Sammlung Lederer erfolgte unter unterschiedlichsten Titeln (Schulden Finanzamt, Exekutionen, am Ende Enteignung) im Zeitraum 1938–1944. Die teilweise Restitution der Kunstwerke erfolgte über Jahrzehnte und zog sich über den Tod des Sohns Erich Lederer (verstorben 1985) hinaus.